# Leichtathletik-Europameisterschaften 1974/Diskuswurf der Männer

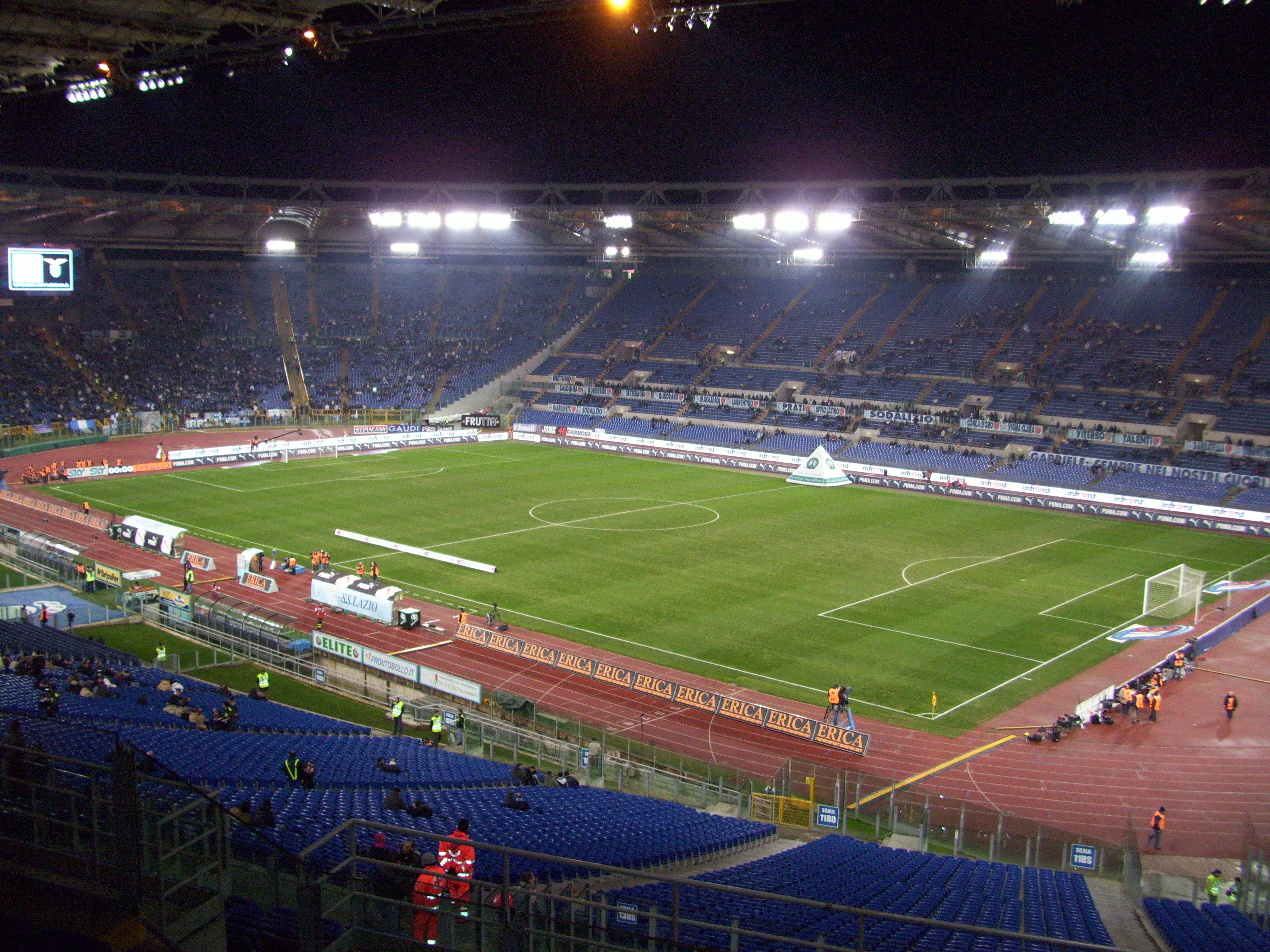
Das Olympiastadion von Rom im Jahr 2009

Der Diskuswurf der Männer bei den Leichtathletik-Europameisterschaften 1974 wurde am 3. und 4. September 1974 im Olympiastadion von Rom ausgetragen.
Europameister wurde der Finne Pentti Kahma. Er gewann vor dem tschechoslowakischen Titelverteidiger und Olympiasieger von 1972 Ludvík Daněk. Bronze ging an den schwedischen EM-Zweiten von 1969, Olympiadritten von 1972 und Mitinhaber des Weltrekords Ricky Bruch.

## Bestehende Rekorde
| Weltrekord           | 68,40 m | Jay Silvester | Reno, USA             | 18. September 1968 |
| Weltrekord           | 68,40 m | Ricky Bruch   | Stockholm, Schweden   | 5. Juli 1972       |
| Europarekord         | 68,40 m | Ricky Bruch   | Stockholm, Schweden   | 5. Juli 1972       |
| Meisterschaftsrekord | 63,90 m | Ludvík Daněk  | EM Helsinki, Finnland | 15. August 1971    |

Der bestehende EM-Rekord wurde bei diesen Europameisterschaften nicht erreicht. Die größte Weite von 63,62 m erzielte der finnische Europameister Pentti Kahma im Finale, womit er 28 Zentimeter unter dem Rekord blieb. Zum Welt- und Europarekord fehlten ihm 4,78 m.

## Qualifikation
3. September 1974, 8:00 Uhr
22 Wettbewerber traten zur Qualifikationsrunde an. Die Qualifikationsweite für den direkten Finaleinzug betrug 58,00 m. Athleten übertrafen bzw. erreichten diese Marke (hellblau unterlegt) und 
Fünfzehn von ihnen (hellblau unterlegt) übertrafen die Qualifikationsweite für den direkten Finaleinzug von 58,00 m. Damit war die Mindestzahl von zwölf Finalteilnehmern übertroffen. Die qualifizierten Athleten bestritten am darauffolgenden Tag das Finale.
Die unten aufgeführte Tabelle stellt das kombinierte Resultat aus den beiden Qualifikationsgruppen dar.
| Platz | Name                 | Nation           | Weite (m) |
| ----- | -------------------- | ---------------- | --------- |
| 1     | Ludvík Daněk         | Tschechoslowakei | 61,60     |
| 2     | Pentti Kahma         | Finnland         | 61,06     |
| 3     | Géza Fejér           | Ungarn           | 60,08     |
| 4     | Welko Welew          | Bulgarien        | 59,72     |
| 5     | Wiktor Pensikow      | Sowjetunion      | 59,50     |
| 6     | Gunnar Müller        | DDR              | 59,46     |
| 7     | Leszek Gajdziński    | Polen            | 59,42     |
| 8     | Armando De Vincentis | Italien          | 59,04     |
| 9     | Wolfgang Schmidt     | DDR              | 58,90     |
| 10    | Hein-Direck Neu      | BR Deutschland   | 58,80     |
| 11    | Ricky Bruch          | Schweden         | 58,40     |
| 12    | Siegfried Pachale    | DDR              | 58,28     |
| 13    | Silvano Simeon       | Italien          | 58,22     |
| 14    | Ferenc Tégla         | Ungarn           | 58,16     |
| 15    | Juhani Tuomola       | Finnland         | 58,00     |
| 16    | Markku Tuokko        | Finnland         | 57,82     |
| 17    | Wiktor Tsurba        | Sowjetunion      | 57,62     |
| 18    | Bill Tancred         | Großbritannien   | 57,36     |
| 19    | János Murányi        | Ungarn           | 57,36     |
| 20    | Stanisław Wołodko    | Polen            | 57,24     |
| 21    | Josef Šilhavý        | Tschechoslowakei | 57,04     |
| 22    | John Hillier         | Großbritannien   | 55,58     |

## Finale

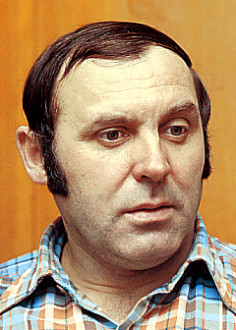
Der Titelverteidiger und Olympiasieger von 1972 Ludvík Daněk wurde Vizeeuropameister
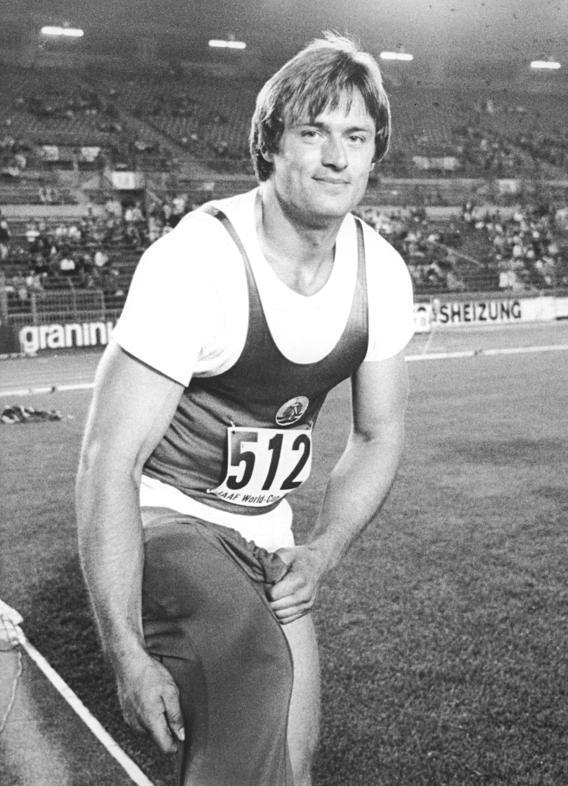
Wolfgang Schmidt erreichte Platz acht – er wurde Olympiazweiter 1976, litt anschließend stark unter Repressalien des DDR-Regimes, setzte jedoch seine Karriere nach der deutschen Wiedervereinigung mit einigen weiteren Erfolgen fort

4. September 1974
| Platz | Name                 | Nation           | Weite (m) |
| ----- | -------------------- | ---------------- | --------- |
| 1     | Pentti Kahma         | Finnland         | 63,62     |
| 2     | Ludvík Daněk         | Tschechoslowakei | 62,76     |
| 3     | Ricky Bruch          | Schweden         | 62,00     |
| 4     | Siegfried Pachale    | DDR              | 61,20     |
| 5     | Welko Welew          | Bulgarien        | 61,00     |
| 6     | Wiktor Pensikow      | Sowjetunion      | 60,86     |
| 7     | Armando De Vincentis | Italien          | 59,68     |
| 8     | Wolfgang Schmidt     | DDR              | 59,56     |
| 9     | Géza Fejér           | Ungarn           | 59,46     |
| 10    | Ferenc Tégla         | Ungarn           | 58,92     |
| 11    | Leszek Gajdziński    | Polen            | 58,88     |
| 12    | Hein-Direck Neu      | BR Deutschland   | 58,80     |
| 13    | Gunnar Müller        | DDR              | 58,32     |
| 14    | Silvano Simeon       | Italien          | 56,16     |
| 15    | Juhani Tuomola       | Finnland         | 55,58     |